# Master of My Make-Believe
Master of My Make-Believe è il secondo album discografico in studio della cantante e produttrice statunitense Santigold, pubblicato nel 2012 per la Atlantic Records.

## Il disco
La copertina del disco rappresenta tre "incarnazioni" della cantante ed è disegnata da Jason Schmidt.
Le registrazioni dell'album sono state eseguite tra il 2010 ed il 2011 in diversi studi sparsi per gli Stati Uniti (Downtown Studio di New York, Echo Sound di Los Angeles, Federal Prism di Beverly Hills) e in parte anche presso il Geejam Studio di Portland Parish (Giamaica).
Di diversa estrazione è anche lo stuolo di collaboratori e produttori che hanno contribuito alla realizzazione dell'album: i principali produttori sono Switch e Diplo, a cui si sono affiancati David Andrew Sitek (TV on the Radio), Nick Zinner (Yeah Yeah Yeahs).
La pubblicazione dell'album è stata anticipata da due singoli, Big Mouth e Desperate Youth, pubblicati rispettivamente il 19 gennaio ed il 22 febbraio 2012. Il 22 giugno seguente è stato pubblicato su iTunes il singolo The Keepers.
L'album si è classificato al primo posto della classifica US Dance/Electronic Albums stilata dalla Billboard. Inoltre si è classificato alla posizione #5 della US Alternative Albums. È entrato nella "Top 40" delle classifiche di vendita in diversi Paesi: Stati Uniti (#21 nella Billboard 200), Regno Unito (#33 nella Official Albums Chart), Svizzera (#16), Nuova Zelanda (#31), Irlanda (#25), Canada (#34), Belgio-Fiande (#27), Austria (#35) e Australia (#16).

## Tracce
1. GO! (feat. Karen O) – 3:23 (Santi White, Karen O, Nick Zinner, Dave Taylor, Kamaal Fareed, Guy Battarel, Jean-Pierre Massiera)
2. Disparate Youth – 4:44 (White, Zinner, Ricardo Johnson)
3. God from the Machine – 3:52 (White, Johnson, Greg Kurstin)
4. Fame – 3:29 (White, David Andrew Sitek, Stéphanie Sokolinski)
5. Freak Like Me – 2:18 (White, Hill, Taylor)
6. This Isn't Our Parade – 3:54 (White, Zinner, Hill, Sitek)
7. The Riot's Gone – 3:29 (White, Zinner, Taylor, Kurstin)
8. Pirate in the Water – 2:54 (White, Taylor, Jesse Novak, Thomas Wesley Pentz)
9. The Keepers – 3:32 (White, Hill, Kurstin)
10. Look at These Hoes – 2:57 (White, Pentz, Alexander Ridha, Naeem Juwan)
11. Big Mouth – 3:11 (White, Taylor, João Barbosa, Rui Pité, Karla Rodrigues)

iTunes deluxe edition bonus tracks
1. Never Enough - 3:19
2. GO! (Switch Remix) (feat. Karen O) - 3:39
3. Disperate Youth (music video) - 3:51